# La stella del cammino
La stella del cammino è il quinto album della cantante italiana Pietra Montecorvino, pubblicato dall'etichetta discografica Cheyenne Records nel 2012.

## Descrizione
È un album di genere world music, contaminato con il folk rock di stampo più tradizionale; è interamente composto da rivisitazioni di brani napoletani.

## Tracce
1. Fimmina chiangi – 3:41
2. Scusa se ti chiamo amor – 4:43
3. Amami – 3:00
4. Murì – 4:21
5. Ti amo – 3:21
6. Senza sentenze – 2:43
7. Signora delle meraviglie – 2:37
8. Nel mio giardino – 3:43
9. Mi sono innamorato di te – 2:52
10. Passione e gelosia – 3:10
11. Tango dell'addio – 3:38
12. Chalet delle rose – 3:47

Durata totale: 41:36